# ZF Wind Power
ZF Wind Power (voorheen Hansen Transmissions) is een Belgisch bedrijf dat tandwielkasten maakt voor windturbines en andere industriële toepassingen. Het hoofdkantoor bevindt zich te Lommel. Het maakt onderdeel uit van het Duitse ZF Friedrichshafen.
ZF Wind Power baat momenteel zes productie-eenheden uit met een jaarlijkse productiecapaciteit die overeen komt met ongeveer 16.000 MW aan windturbines. Het bedrijf produceert in België, India, Duitsland, de Verenigde Staten en China. ZF heeft momenteel een wereldwijd marktaandeel van ongeveer 25% in tandwielkasten van windturbines. 

## Geschiedenis
De geschiedenis van het bedrijf gaat terug tot 1923, toen het begon als een kleine werkplaats te Antwerpen met de naam: La Mécanique Générale. Oorspronkelijk maakte men reserve-onderdelen voor versnellingsbakken, maar al snel ontwikkelde men zich in de richting van op maat gemaakte overbrengingseenheden. Een jonge ingenieur, David Hansen genaamd, stimuleerde deze ontwikkeling.
In 1939 verhuisde men naar de huidige locatie te Edegem, waar voldoende uitbreidingsmogelijkheden waren.
In 1950 bedacht en patenteerde Hansen een standaardisatiesysteem voor transmissiesystemen, dat als het Hansen patent bekendstaat. Hij richtte de dochteronderneming Machinery & Gear Hansen (MGH) op, die zich vooral met productontwikkeling en marketing bezighield. Zo werd het een zeer innovatief bedrijf.
In 1966 fuseerden La Mécanique Générale en MGH en in 1972 kreeg dit bedrijf de naam: Hansen Transmissions International (HTI).
In 1969 werd HTI opgenomen in de Britse groep Thomas Tilling Ltd. in Londen. Deze kwam in 1983 in handen van BTR plc. In 1992 smolt Hansen samen met de Britse Brook Crompton Group, die elektromotoren vervaardigde. De combinatie ging Brook Hansen heten.
In 1979 besloot het bedrijf om naast versnellinsbakken voor auto's ook tandwielkasten te gaan produceren , specifiek voor windmolens en windturbines. 
In 1999 fuseerden BTR plc en Siebe plc tot Invensys, het bedrijf dat in 2000 het Nederlandse softwarebedrijf Baan opkocht. Hansen maakte korte tijd deel uit van de Rexnord Product Group binnen Invensys, maar het werd in 2004 verkocht aan Allianz Capital Partners en daarna aan het Indiase Suzlon Energy.
In september 2011 werd Hansen Transmissions overgenomen door ZF Friedrichshafen AG  en in december 2011 werd het bedrijf omgedoopt tot ZF Wind Power Antwerpen.

## Heden
Productiefaciliteiten zijn gelegen te Edegem waar allerhande tandwielkasten worden vervaardigd, in 2004 werd een grote fabriek te Lommel geopend, die vooral tandwielkasten voor windturbines maakt. ZF Wind Power heeft anno 2019 wereldwijd 3500 medewerkers waarvan 900 in België. 
Een nieuwe fabriek in Coimbatore werd in 2008 geopend en een vestiging in Tianjin, te China, leverde in 2009 zijn eerste tandwielkast.
De productie wordt uitgedrukt in MW/jaar, waarbij het vermogen in megawatt betrekking heeft op het over te brengen vermogen, voor windturbines dus het geleverde vermogen. Was de productie in 2007 nog 3800 MW/jaar, dan was dit in 2019 opgelopen tot 16.000 MW per jaar.